# تشارلز إل. سوليفان
تشارلز إل. سوليفان (بالإنجليزية: Charles L. Sullivan)‏ هو محامي أمريكي، ولد في 20 أغسطس 1924، وتوفي في 18 أبريل 1979.